# Maruja Tomás
Maruja Tomás (Montaberner, 24 de diciembre de 1912 - 1977) fue una actriz, cantante y vedette española nacida en la población de Montaverner (Valencia), especialmente relevante en la primera mitad del siglo XX.

## Biografía
Se inicia en el mundo del espectáculo en la década de 1930 de la mano de la principal representante del género de la Revista musical: Celia Gámez.
Sin embargo, su momento de máximo esplendor en esta clase de espectáculo llegaría una vez finalizada la Guerra civil española. Entre 1940 y 1944 interviene en siete películas, destacando Ana María (1944), que sería su última aparición en la gran pantalla.
En 1944 protagoniza el que sería su mayor éxito: La comedia ¡Cinco minutos nada menos!, del maestro Jacinto Guerrero y en la que interpreta el conocido número Eugenia de Montijo.
Posteriormente, tras formar compañía propia, interviene en otras representaciones del género como Las viudas de alivio (1948), Te espero el siglo que viene (1948), Tú eres las otra (1951) o La blanca doble (1955).
Entrada la década de 1950, se aparta del género que le proporcionó mayor fama, aunque mantuvo su presencia sobre las tablas interpretando teatro, especialmente comedia, hasta su retirada definitiva.